# RRAB-3
RRAB -3 je sovjetski dozator bombi koji se može bacati sa aviona i koji je kombinovao veliko eksplozivno punjenje sa gomilom malih zapaljivih bombi. Korišćen je protiv finskih gradova tokom Zimskog rata 1939–1940. Bomba se sastojala od cilindra dužine 2,25 m (7,4 ft) i prečnika 0,9 m (3,0 ft).
Novinar Džon Langdon-Dejvis je opisao događaj iz 1940:
Kada je pala sa aviona, mala turbina na nosu se okrenula kako bi oslobodila oprugu koja je pri otvaranju raspršila 100 ili više zapaljivih bombi; glavno punjenje u repu oružja nastavilo je da pada kao konvencionalna bomba. 
Drugi opisi ne pominju glavno punjenje i umesto toga opisuju veliki cilindar sa lopaticama pozadi koje se otvaraju kada se oružje ispusti. Lopatice izazivaju okretanje bombe i to ima efekat otvaranja bokova i raspršivanja podmunicije centrifugalnom silom. 
Naziv potiče od urbane legende, prema kojoj je sovjetski ministar spoljnih poslova Vjačeslav Molotov tvrdio da Sovjetski Savez nije bacao bombe na Finsku, već samo „prenosio hranu vazduhom“  „izgladnjelim Fincima“. Finci su zbog ove dezinformacije „sarkastično“ kasetnu bombu RRAB-3 nazvali „Molotovljevom korpom za hleb“. Shodno tome, improvizovana zapaljiva naprava koju su Finci koristili da se bore protiv sovjetskih tenkova nazvana je „Molotovljev koktel“, kao „piće koje ide uz hranu“. 
Čini se da je ovaj opis postao uobičajena priča u britanskoj javnosti 1940.  Tokom Bristolskog Blica, lokalni stanovnici su nazvali sličnu nemačku bombu „Geringova korpa za hleb“. 
Sovjeti su imali nekoliko verzija: RRAB-1, RRAB-2 i RRAB-3, sa kapacitetom od 1000, 500 i 250 kg, od kojih je svaka mogla da drži različite tipove podmunicije uključujući visoko eksplozivne, zapaljive i hemijske.
Bomba se sastojala od cilindra dužine 2,25 metara i prečnika 0,9 metara.